# Alle (Švýcarsko)
Alle je obec ve švýcarském kantonu Jura. Žije zde přibližně 1 800 obyvatel.

## Geografie

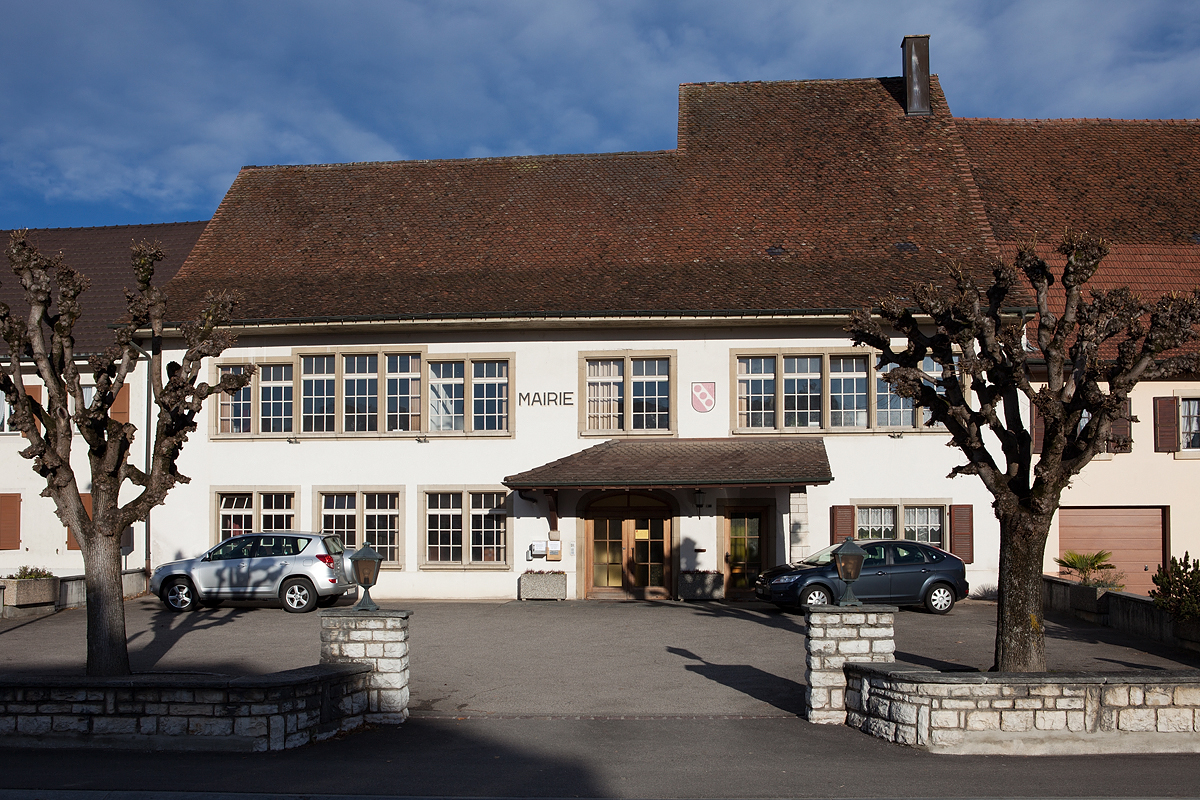
Obecní úřad

Alle leží v nadmořské výšce 450 m, vzdušnou čarou 4 km východně od okresního města Porrentruy. Kompaktní obec leží v širokém údolí řeky Allaine v oblasti Ajoie na severním úpatí Jury.
Severní část území obce o rozloze 10,6 km² tvoří mírně zvlněná stolová jurská krajina Ajoie a dosahuje nejvyššího bodu obce v lese Gros Bois ve výšce 530 m n. m. V severní části obce se rozprostírají lesní porosty, které se nacházejí v nadmořské výšce 1,5 km. Mírný jižní svah postupně přechází do nížiny Allaine a potoka Cornol (Corneline), který přitéká z jihu. Západní hranici tvoří zalesněné suché údolí Combe Vaumacon. V roce 1997 tvořila 13 % rozlohy obce zastavěná plocha, 21 % lesy a lesní porosty, 65 % zemědělské plochy a necelé 1 % neproduktivní půda.
Alle také zahrnuje několik samostatných usedlostí. Sousedními obcemi Alle jsou Cornol, Courgenay, Porrentruy, Coeuve, Vendlincourt a La Baroche.

## Historie

Letecký pohled (1950)

Obec Alle má velmi dlouhou tradicí osídlení. Archeologické vykopávky v lese Noir Bois na jihozápadě Alle odhalily nálezy ze sídlišť, která byla osídlena kolem roku 2300 př. n. l. a v období La Tène (kolem roku 400 př. n. l.). V římské době vedla přes Alle důležitá cesta.
První zmínka o obci pochází z roku 1136 a jmenuje se Alla; název odpovídá jménu řeky Allaine, která se těsně za obcí spojuje s několika pramennými potoky a německy se nazývala také Hall. V roce 1271 se obec poprvé dostala do majetku basilejského knížecího biskupství a následně sdílela osud Ajoie. V 16. století se Alle stalo hlavním městem jednoho z pěti mlékařských dvorů v Ajoie. Obec byla těžce postižena třicetiletou válkou. V letech 1730–1740 byla místem setkání sedláků, kteří se opakovaně bouřili proti vrchnosti. V letech 1793–1815 patřilo Alle k Francii a zpočátku bylo součástí départementu du Mont-Terrible, od roku 1800 bylo součástí départementu Haut-Rhin. Na základě rozhodnutí Vídeňského kongresu se obec v roce 1815 stala součástí kantonu Bern a 1. ledna 1979 nově založeného kantonu Jura.

## Obyvatelstvo
| Rok            | 1850 | 1900 | 1910 | 1930 | 1950 | 1960 | 1970 | 1980 | 1990 | 2000 |
| Počet obyvatel | 918  | 1238 | 1122 | 1209 | 1371 | 1471 | 1615 | 1501 | 1464 | 1542 |

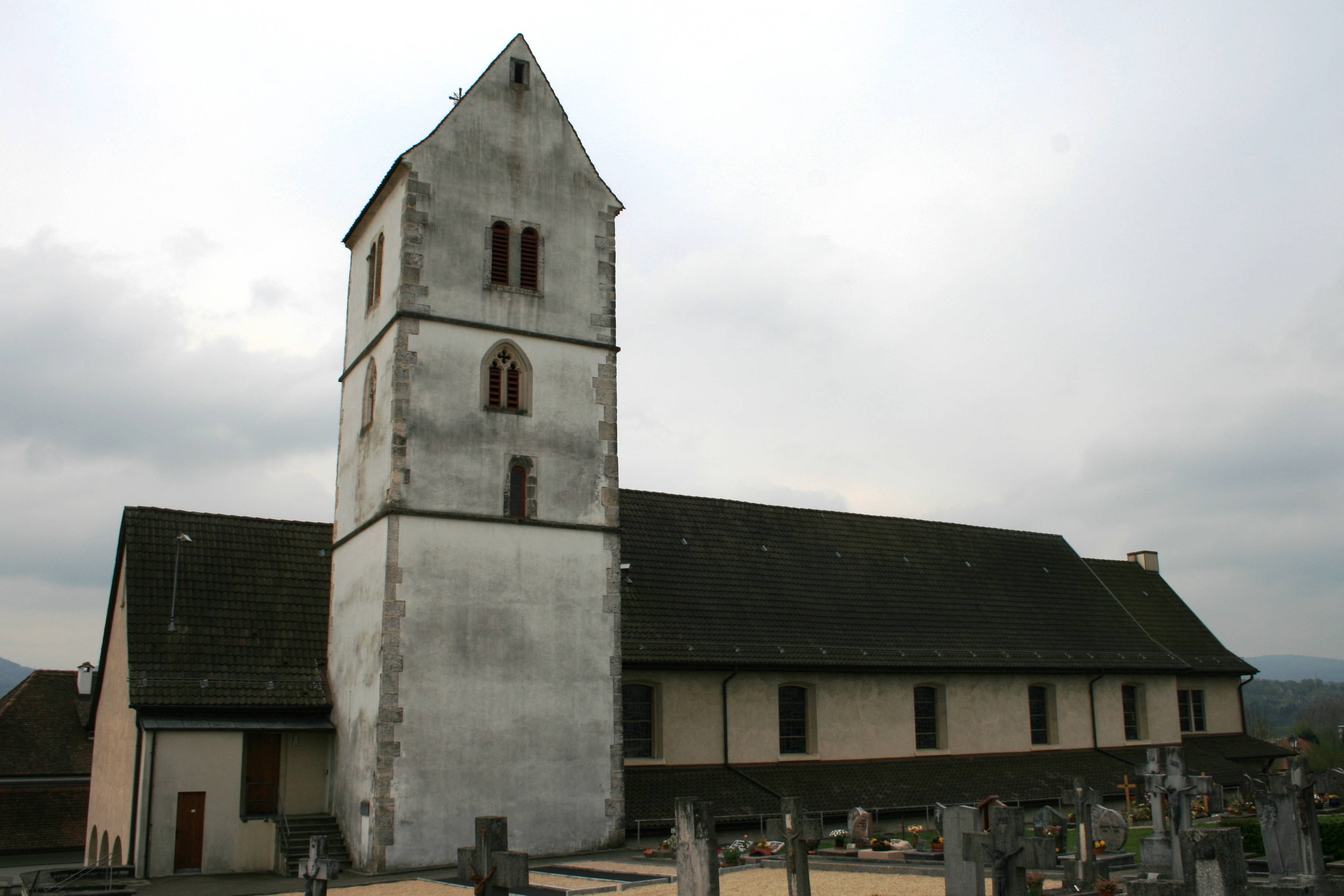
Kostel

Z celkového počtu obyvatel je 93,1 % francouzsky mluvících, 2,9 % italsky mluvících a 1,6 % německy mluvících (k roku 2000). Počet obyvatel obce je napříč staletími víceméně setrvalý.

## Hospodářství
Obec byla až do konce 19. století charakteristická zemědělstvím. Poté se v obci prosadila industrializace, usadily se zde dřevařské a hodinářské podniky, továrna na trikot a přádelna česaného zboží regionálního významu. Zemědělství je však díky úrodné a snadno obdělávatelné půdě důležité i v současnosti. V roce 1964 bylo v Alle zřízeno ústřední středisko pro sběr a sušení obilí, které patří zemědělskému družstvu Centre-Ajoie. Od roku 1975 se v Alle každoročně koná Festival zemědělců Jury (Fête des paysans jurassiens). V rekonstruovaných budovách nepoužívané továrny sídlí od roku 1984 kantonální zbrojnice.

## Doprava
Obec má dobré dopravní spojení. Leží na regionální silnici z Porrentruy přes Lucelle do Laufenu. Jižní částí obce prochází úsek dálnice A16 z Delémontu do Porrentruy, který byl otevřen v roce 1998 a je napojen na švýcarskou státní silniční síť i na francouzskou dálniční síť. Nejbližší dálniční sjezdy jsou Courgenay na jihu a Porrentruy-Est na západě. Dne 14. července 1901 byla otevřena trať Chemins de fer du Jura Porrentruy–Bonfol s železniční stanicí v Alle. Obcí prochází také poštovní autobusová linka Porrentruy–Lucelle.